# Mercedes Soler (actriz)
Mercedes Díaz Pavia (Los Ángeles, 19 de noviembre de 1914 - Buenos Aires, 16 de febrero de 1971), conocida como Mercedes Soler, fue una actriz mexicana nacida en Estados Unidos y radicada en Argentina. Era miembro de la llamada Dinastía Soler, familia compuesta por actores.

## Biografía y carrera
Nació en Estados Unidos como Mercedes Díaz Pavía el 19 de noviembre de 1914, hija de Domingo Díaz García e Irene Pavía Soler, pero se crio y vivió en Argentina.  Era la hermana menor de Fernando Soler, Andrés Soler, Domingo Soler y Julián Soler, una familia conocida como la Dinastía Soler.
Se casó en 1937 con Alejandro Ciangherotti y se mantuvo casada con él hasta que ella murió el 16 de febrero de 1971. Tuvieron 2 hijos, Alejandro y Fernando, y una hija, Mercedes Ciangherotti de Gomar.

## Filmografía selecta
- Águilas de América (1933)
- Tierra, amor y dolor (1934)
- ¡Así es mi tierra! (1937)
- Internado para señoritas (1943)
- Felipe Derblay, el herrero (1943)
- Los siete niños de Ecija (1946)
- El secreto de Juan Palomo (1946)
- Ojos de juventud (1948)
- El vengador (1948)
- Yo maté a Juan Charrasqueado (1948)
- Los viejos somos así (1948)
- Coqueta (1949)
- El diablo no es tan diablo (1949)
- El pecado de ser pobre (1950)
- Cuando acaba la noche (1950)
- Burlada (1950)
- La prisión de las mujeres (1951)
- Sólo para maridos (1952)
- Lágrimas robadas (1953)
- La Perversa (1953)
- Amor y pecado (1955)
- El Seductor (1955)
- El vampiro (1957)
- El gran premio (1957)